# Ambrosios-Maler

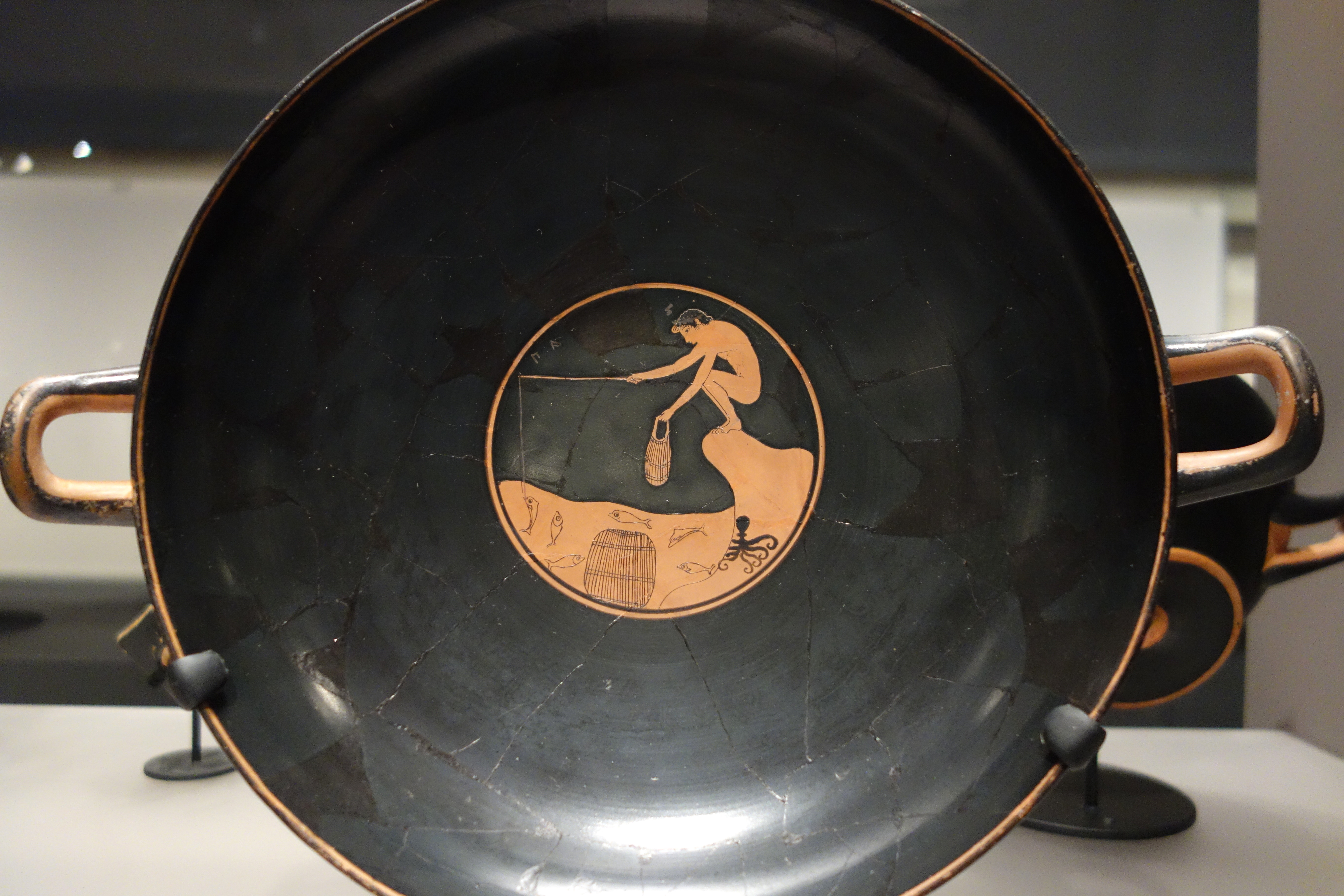
Junger Fischer mit einer Krebsreuse, um 510/500 v. Chr., Museum of Fine Arts, Boston

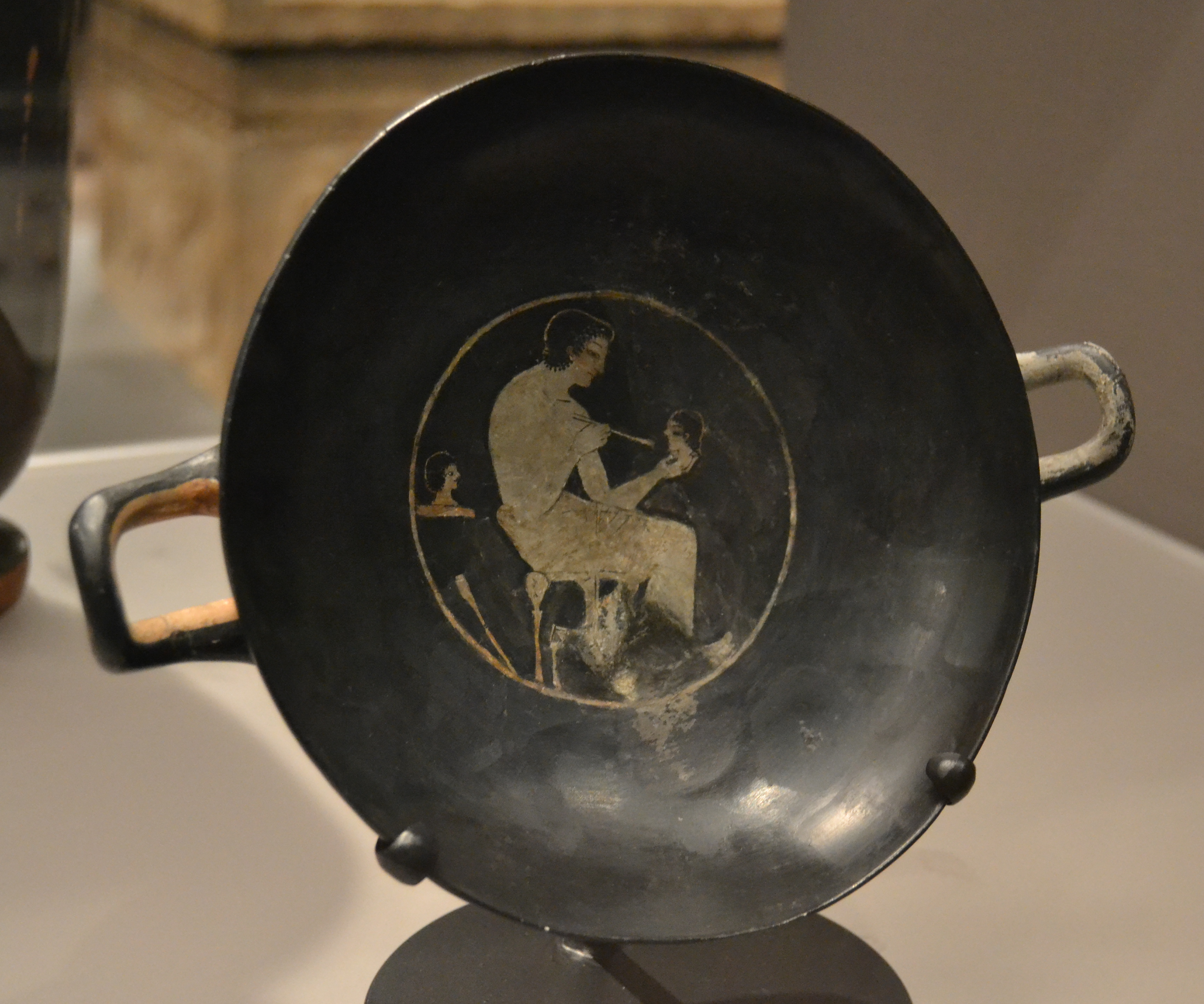
Keramiker beim Verzieren eines Tonkopfes, um 510 v. Chr., Museum of Fine Arts, Boston

Der Ambrosios-Maler war ein griechischer Vasenmaler, der gegen Ende des 6. Jahrhunderts v. Chr. in Athen tätig war.
Der Ambrosios-Maler gehörte zu den relativ frühen rotfigurigen Schalenmalern. Seine Schaffenszeit wird etwa in das letzte Jahrzehnt des 6. Jahrhunderts v. Chr. angesetzt. Sein Name ist nicht überliefert, weshalb ihn John D. Beazley, der seine künstlerische Handschrift innerhalb des großen überlieferten Korpus antiker bemalter Keramik erkannt und definiert hat, mit einem Notnamen unterscheidbar gemacht hat, der auf die Inschrift im Inneren einer Schale in Orvieto zurückgeht.
Beazley bezeichnete ihn als schlechten, technisch nicht besonders versierten Vasenmaler, der allerdings in seinem Werk nicht langweilig sei. Seine dargestellten Szenen sind dynamisch und seine Werke bringen neue Kompositionen und Figuren in den rotfigurigen Stil. Viele seiner Vasen zeigen Götter und mythologische Szenen. Besonders bekannt ist eine eher seltene Szene aus dem normalen Leben, das zudem nicht in der häuslichen Umgebung stattfand: ein junger Fischer fischt mit einer Krebsreuse und scheucht dabei einen Oktopus auf. Ein anderes Bild aus der Arbeitswelt der Handwerker zeigt einen Keramiker, wie er einen aus Ton geformten Kopf bemalt.